# Швецов Георгій Дмитрович
Георгій Дмитрович Швецов (нар. 1899 — ?) — радянський футболіст та тренер, що виступав у довоєнні роки на позиції нападника у київському клубі «Желдор». Один з ініціаторів відновлення футбольного життя в окупованому Києві. Був засновником, тренером та капітаном київської команди «Рух», що провела ряд матчів в 1942 році.

## Біографія

### Ранні роки
Дворянського походження, воював у першу світову війну, заслужив Георгіївський хрест. В 1918–1919 рр. навчався в Київському політехнічному інституті, потім служив з грудня 1919 по липень 1920 року в армії А. Денікіна, в чині капітана, на посаді зав. артскладом. З червня 1920 по 1934 рік служив у Червоній армії на посаді інструктора фізпідготовки 134-ї танкової бригади в Києві.
Займався футболом в Києві. У досить зрілому віці пробився до складу першої збірної Києва. Але найкращі свої матчі провів за найпопулярнішу в двадцяті роки команду «Желдор». Грав на фланзі нападу досить результативно і потужно. Відрізнявся завидною витривалістю, за що й заслужив прізвисько «Паровоз».
5 серпня 1923 року в Петрограді київський «Желдор», за який грав і Швецов, в ранзі чемпіона Києва переміг потужний клуб «Петровський» з рахунком 2:1. Незабаром деякі гравці з того складу (Бойко і Весеньєв) потрапили в новостворене київське «Динамо», яке очолив тренер Михайло Товаровський, проте Швецову через вік було відмовлено.
Після цього Георгій Дмитрович першим у Києві створив збірну ветеранів, яка регулярно викликала на матч майстрів — «динамівців», марно намагаючись їх обіграти. Пробував свої сили в суддівстві. Але і там далеко не вибився. В колі близьких по духу людей скаржився на засилля в київській суддівської колегії євреїв — Самуїла Хавчина, Лева Чорнобильського, Бланка, Ходака, не дають, мовляв, ходу справжнім національним кадрам. Також мріяв про кар'єру спортивного керівника великого масштабу.
Працював тренером київського "Локомотива" 1936 - 1939. У 1937 році закінчив Харківський інститут фізкультури, в останні два роки перед війною працював тренером з футболу в Будинку Червоної армії.

### У роки окупації
Війну Георгій Дмитрович зустрів у Грушках під Києвом, де був розквартирований 6-й залізничний полк, Швецов служив там інструктором спортивної підготовки. Сховавшись з частини, дочекався приходу німців. Регулярно читав газету «Українське слово», що почала виходити в Житомирі ще до падіння Києва, і зробив висновок, що може повернутись на хвилі націоналізму. В кінці сорок першого року газету ліквідували. На думку гітлерівського керівництва, вона занадто часто і захоплено писала про майбутньої незалежності України в рамках великого рейху. Замість неї стала видаватися газета «Нове українське слово», яка сповідувала більш обережну позицію щодо "повної самостійності українських територій"у. Газету редагував професор Костянтин Штепа, який став одночасно ректором Київського університету. Швецов був знайомий зі Штепою і запропонував свої кореспондентські послуги. До війни він іноді писав в газети і вважав себе хорошим спортивним журналістом. Він підписував власним прізвищем замітки в газеті, чого не робив майже ніхто з таємних шанувальників нової влади.
Незабаром Швецов за власним рішенням створив спортивне товариство «Рух». Георгію Дмитровичу вдалося умовити деяких відомих київських спортсменів вступити в «Рух». Гордістю і головною його турботою була, звичайно, футбольна команда, граючим тренером якої Швецов сам себе призначив. Однак кращі майстри в неї не пішли. Достеменно відомо тільки що грати за команду погодились два молодих, маловідомих до війни динамівських футболіста — Микола Голімбієвський і Лев Гундарєв. Також, коли в команді «Рух» не вистачало учасників, Швецов правдами і неправдами умовляв відомих «динамівців» Михайла Свиридовського та Макара Гончаренко допомогти команді. Всі інші відомі футболісти утворили команду «Старт» на Хлібзаводі № 1.
Однак саме Швецову належала ідея створення Української футбольної ліги та проведення футбольних матчів у Києві. Після того, як нацисти оголосили динамівський стадіон німецьким і закрили його для місцевих жителів, Штепа з подачі Швецова через міського голову Леонтія Форостівського домігся перейменування нового Республіканського стадіону в Український, відкриття якого планувалося на 22 червня 1941 року. А сам «Рух» запросили на урочисте відкриття стадіону 12 липня 1942 року, в якому українці здолали команду німецької військової частини DV.
На початку червня 1942 року за сприяння Швецова Штадткомісаріатом було затверджено проведення футбольних матчів у Києві. Перша гра відбулася 7 червня, у неділю, о 17:30 на стадіоні Палацу спорту (так називався Олімпійський стадіон на ту дату) між «Рухом» і «Стартом». Вхід на гру був вільний. «Старт» переміг з рахунком 7:2.
|                                                                 | С разрешения Штадткомиссариата и при помощи управы возобновляется спортивная жизнь. Уже организовано первое общество «Рух», появляются спортивные коллективы на отдельных предприятиях. Так, хлебозавод уже составил футбольную команду из лучших игроков города. 7 июня, в воскресенье, в 17.30 на стадионе Дворца спорта состоится матч «Рух» - Хлебозавод, а в 14.00 - там же состоится игра команд штабной роты военно-воздушных сил и службы снабжения одной из дивизий. Вход свободный |
| — Георгій Швецов, газета «Нове українське слово», 6 червня 1942 | |

Другий матч цих команд, що відбувся 16 серпня, знову завершився розгромом «Руху» 0:8, після чого відбувся арешт багатьох гравців «Старту». На їх думку, до цього був причетний саме Швецов.
|                                         | Всыпали мы "Руху" от души, на полную катушку - 8:0. Было это 16 августа. И тут Жорка Шевцов пожаловался, что мы режим нарушаем, ведем вольготную жизнь, пропагандируем спорт Советов. Настучал, короче. Проверили по довоенным афишам, кто играл за киевское "Динамо", и отправили в лагерь" |
| — Інтрерв'ю Макара Гончаренка 1992 року | |

Проте сам Швецов на допиті цю інформацію не підтвенрдив, заявивши: «Я знал об аресте девяти членов спортивной команды хлебозавода, но я никакого отношения к нему не имею». Крім того, він заявив, що діяв лише в інтересах київського спорту: «Я понимаю, что изменил своей Родине, но я это сделал для того, чтобы сохранить физкультурные кадры Киева».

### Подальші роки
Після звільнення Києва заарештований 13 листопада 1943 року, зізнався у співпраці з окупаційною владою. 5 травня 1944 р. Військовий трибунал Київського гарнізону засудив його до заслання на каторжні роботи строком на 15 років. 1955 року був звільнений. Повернувся в Київ, працював контролером на Республіканському стадіоні, гардеробником в одному з навчальних закладів.
Подальше життя, а також місце і дата смерті невідомі.
1996 року згідно з Законом України від 17.04.1991 року був реабілітований посмертно.